# Бриенцское озеро
Бриенцское озеро, Бринцер-Зе (нем. Brienzersee) — озеро в швейцарском кантоне Берн.  Площадь 30 км², длина 14 км, ширина 3 км, глубина 261 м. Кроме реки Аре, которая протекает через Бриенцское озеро и соединяет его с Тунским, сюда вливаются Лючине и Гисбах. С севера возвышается над озером и деревней Бриенц крутой горный хребет Бриенцерграт, поднимающийся приблизительно на 2000 м, а высота вершины его Ротхорн достигает 2351 м. Отсюда открывается роскошный вид. Южный берег озера образуется горной цепью Фаульхорн, вершины которой достигают значительной высоты: Фаульхорн — 2683 м и Шварцхорн — 2930 м.